# Liste der Biografien/Palh
Liste der Biografien |
Portal Biografien |
Personensuche
# |
A |
B |
C |
D |
E |
F |
G |
H |
I |
J |
K |
L |
M |
N |
O |
P |
Q |
R |
S |
T |
U |
V |
W |
X |
Y |
Z |
?
 
Pa |
Pc |
Pe |
Pf |
Ph |
Pi |
Pj |
Pk |
Pl |
Pm |
Pn |
Po |
Pr |
Ps |
Pt |
Pu |
Pv |
Pw |
Py
 
Paa |
Pab |
Pac |
Pad |
Pae |
Paf |
Pag |
Pah |
Pai |
Paj |
Pak |
Pal |
Pam |
Pan |
Pao |
Pap |
Paq |
Par |
Pas |
Pat |
Pau |
Pav |
Paw |
Pax |
Pay |
Paz
 
Pala |
Palb |
Palc |
Pald |
Pale |
Palf |
Palg |
Palh |
Pali |
Palj |
Palk |
Pall |
Palm |
Paln |
Palo |
Palp |
Pals |
Palt |
Palu |
Palv |
Paly |
Palz
Die Liste der Biografien führt alle Personen auf, die in der deutschsprachigen Wikipedia einen Artikel haben. Dieses ist eine Teilliste mit 10 Einträgen von Personen, deren Namen mit den Buchstaben „Palh“ beginnt.

## Palh

### Palha
- Palha Teixeira, Luís António (1896–1981), brasilianischer römisch-katholischer Ordensgeistlicher, Prälat von Marabá
- Palha, Natasha (* 1994), indische Tennisspielerin
- Palham, Josef (1905–1988), österreichischer Politiker (NSDAP)
- Palhano, Francisco Canindé (* 1949), brasilianischer Geistlicher und römisch-katholischer Bischof von Petrolina
- Palhares, Rousimar (* 1980), brasilianischer MMA-Kämpfer und Submission Wrestler

### Palhe
- Pálhegyi, Máté (* 1975), ungarischer Konzertflötist, Kammermusiker und Hochschullehrer

### Palhi
- Palhinha (1950–2023), brasilianischer Fußballspieler
- Palhinha (* 1967), brasilianischer Fußballspieler
- Palhinha, João (* 1995), portugiesischer FußballspielerJoão Palhinha (* 1995)

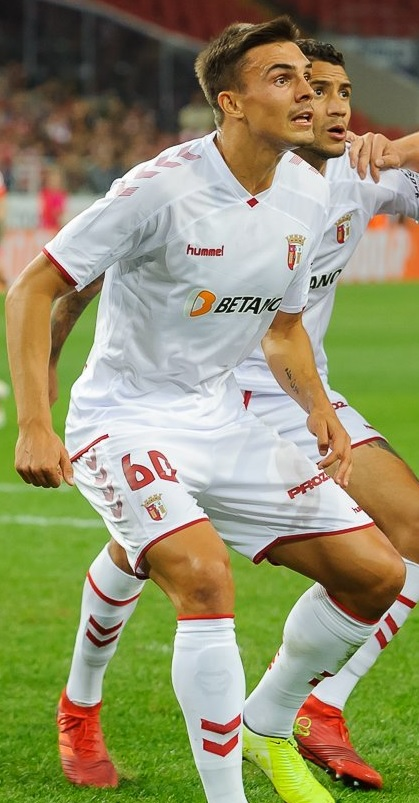
João Palhinha (* 1995)

- Palhinha, Ruy Teles (1871–1957), portugiesischer Botaniker